# Kontosjärvi
Kontosjärvi eller Konnosjärvi är en sjö i Finland. Den ligger i kommunen Enare i landskapet Lappland, i den norra delen av landet, 1 000 km norr om huvudstaden Helsingfors. Kontosjärvi ligger 198,8 meter över havet. Arean är 1,39 kvadratkilometer och strandlinjen är 10,14 kilometer lång. Sjön  ingår i Pasvik älvs huvudavrinningsområde. 